# Камінг (округ, Небраска)
Шаблон:StateAbbr_ 41°55′ пн. ш. 96°47′ зх. д. / 41.92° пн. ш. 96.79° зх. д.
Округ Камінґ (англ. Cuming County) — округ (графство) у штаті Небраска, США. Ідентифікатор округу 31039.

## Історія
Округ утворений 1855 року.

## Демографія
За даними перепису 
2000 року 
загальне населення округу становило 10203 осіб, зокрема міського населення було 3506, а сільського — 6697.
Серед мешканців округу чоловіків було 5155, а жінок — 5048. В окрузі було 3945 домогосподарств, 2757 родин, які мешкали в 4283 будинках.
Середній розмір родини становив 3,08.
Віковий розподіл населення поданий у таблиці:
| Стать    | До 15 років | 15-21 | 22-29 | 30-39 | 40-49 | 50-65 | 65-85 | Понад 85 |
| -------- | ----------- | ----- | ----- | ----- | ----- | ----- | ----- | -------- |
| Чоловіки | 1163        | 512   | 381   | 693   | 776   | 743   | 773   | 114      |
| Жінки    | 1062        | 436   | 365   | 620   | 668   | 719   | 921   | 257      |

## Суміжні округи
- Терстон — північний схід
- Берт — схід
- Додж — південь
- Колфакс — південний захід
- Стентон — захід
- Вейн — північний захід

## Виноски
1. ↑  US Decennial Census. US Census Bureau. Архів оригіналу за 26 квітня 2015. Процитовано 6 грудня 2014.
2. ↑  Historical Census Browser. University of Virginia Library. Архів оригіналу за 12 грудня 2009. Процитовано 6 грудня 2014.
3. ↑  Population of Counties by Decennial Census: 1900 to 1990. US Census Bureau. Архів оригіналу за 27 квітня 2015. Процитовано 6 грудня 2014.
4. ↑  Census 2000 PHC-T-4. Ranking Tables for Counties: 1990 and 2000 (PDF). US Census Bureau. Архів оригіналу (PDF) за 18 грудня 2014. Процитовано 6 грудня 2014.
5. ↑  State & County QuickFacts. US Census Bureau. Архів оригіналу за 9 липня 2011. Процитовано 18 вересня 2013.(англ.) Наведено за англійською вікіпедією.
6. ↑  American FactFinder. Бюро перепису населення США. Архів оригіналу за 29 липня 2011. Процитовано 31 січня 2008.

| США | Це незавершена стаття з географії США. Ви можете допомогти проєкту, виправивши або дописавши її. |